# پرنده طلایی (فیلم)
پرنده طلایی (به هندی: Sonchiriya) و (به انگلیسی: The golden bird) فیلمی هندی محصول سال ۲۰۱۹ و به کارگردانی آبیشک چائوبی است. در این فیلم بازیگرانی همچون مانوج باجپایی، سوشانت سینگ راجپوت، بومی پدنکار، اشوتوش رانا و رانویر شوری ایفای نقش کرده‌اند.